# Brilliant Trees
Brilliant Trees è il primo album in studio del cantautore britannico David Sylvian, pubblicato nel 1984 dalla Virgin Records.

## Il disco
Si tratta della prima pubblicazione da solista del cantante dopo lo scioglimento dei Japan e presenta sonorità influenzate dal jazz, dal funk e dall'ambient.
Nel 2003 l'album è stato ripubblicato in versione rimasterizzata e una copertina differente.

## Tracce
Testi e musiche di David Sylvian, eccetto dove indicato.
1. Pulling Punches - 5:02
2. The Ink in the Well - 4:29
3. Nostalgia - 5:42
4. Red Guitar - 5:11
5. Weathered Wall - 5:44 (Jon Hassell, David Sylvian)
6. Backwaters - 4:53
7. Brilliant Trees - 8:42 (Jon Hassell, David Sylvian)

## Formazione
- David Sylvian - chitarra, tastiere, voce
- Steve Jansen - batteria, percussioni
- Richard Barbieri - tastiere
- Ryūichi Sakamoto - pianoforte, tastiere
- Jon Hassell - tromba
- Mark Isham - tromba
- Holger Czukay - chitarra, corno francese, voce
- Steve Nye - tastiere, pianoforte